# Ciceu (Harghita)
Ciceu é uma comuna romena localizada no distrito de Harghita, na região histórica da Transilvânia. A comuna possui uma área de 69.41 km² e sua população era de 2710 habitantes segundo o censo de 2007.